# Marie Caldare
Marie Caldare (* vor 1990 in Britisch-Guayana) ist eine Schauspielerin.

## Leben
Caldare spielte die Allison Overton in David Wheelers 1998 erschienenen, interaktivem Video-Psychothriller Die Versuchung – Tender Loving Care, dessen Handlung durch die Beteiligung des Zuschauers beeinflusst werden kann. Im Fernsehen ist sie in etlichen Serien zu sehen, zu denen unter anderem Zurück in die Vergangenheit (1990), Star Trek: Raumschiff Voyager (2000) und Glee (2009) gehören. Von 2008 bis 2009 verkörperte sie die Lila Dash in der Dramedy-Serie Desperate Housewives. Zudem trat sie 2009 an der Seite von Andy Griffith in Marc Fienbergs romantischer Komödie Play the Game als Rebecca in Erscheinung.

## Filmografie
- 1990: Zurück in die Vergangenheit (Quantum Leap, Fernsehserie, eine Folge)
- 1991: Eine starke Familie (Step by Step, Fernsehserie, eine Folge)
- 1993: Dream On (Fernsehserie, eine Folge)
- 1996: Eine schrecklich nette Familie (Married… with Children, Fernsehserie, eine Folge)
- 1996: Love & Sex etc.
- 1998: Ein Anzug für jede Gelegenheit (The Wonderful Ice Cream Suit)
- 1998: The Christmas Path
- 1998: Die Versuchung – Tender Loving Care (Tender Loving Care)
- 1999: V.I.P. – Die Bodyguards (V.I.P., Fernsehserie, eine Folge)
- 2000: Star Trek: Raumschiff Voyager (Star Trek: Voyager, Fernsehserie, eine Folge)
- 2000: New York Cops – NYPD Blue (NYPD Blue, Fernsehserie, eine Folge)
- 2000: King of Queens (The King of Queens, Fernsehserie, eine Folge)
- 2001: One on One (Fernsehserie, eine Folge)
- 2002: Nightstalker – Die Bestie von L.A. (Nightstalker)
- 2006: What About Brian (Fernsehserie, eine Folge)
- 2008–2009: Desperate Housewives (Fernsehserie, 4 Folgen)
- 2009: Glee (Fernsehserie, eine Folge)
- 2009: Play the Game – Ein Date Doktor für Grandpa (Play the Game)
- 2015: Newsreaders (Fernsehserie, eine Folge)
- 2015: How to Get Away with Murder (Fernsehserie, eine Folge)